# Nos sobran los motivos
Nos sobran los motivos és el quinzè disc de Joaquín Sabina.
Doble àlbum gravat en directe el primer disc és un acústic de la gira de teatres "Nos sobran los motivos", i el segon és un show elèctric de la gira de grans escenaris "19 días y 500 noches".

## Llista de cançons

### CD1
1. "Nos sobran los motivos" - 5:43
2. "Tan jóven y tan viejo" - 4:17
3. "Una canción para La Magdalena" - 4:13
4. "Ruido" - 4:21
5. "De purísima y oro" - 4:49
6. "Calle Melancolía" - 5:43
7. "Rosa de lima" - 3:53
8. "Que se llama Soledad" - 6:18
9. "19 días y 500 noches" - 4:42
10. "Contigo" - 4:38
11. "Noches de boda"
12. "... Y nos dieron las diez" - 7:18

### CD2
1. "Yo me bajo en Atocha" - 4:56
2. "Princesa"
3. "Barbi Superstar" - 8:28
4. "Quién me ha robado el mes de abril"
5. "Así estoy yo sin ti" - 6:53
6. "Medias negras" - 5:19
7. "Pacto entre caballeros" - 4:13
8. "Donde habita el olvido" - 3:29
9. "Conductores suicidas" - 5:02
10. "La del pirata cojo" - 4:39
11. "Y sin embargo te quiero (intro Olga Román)" - 6:39

## Crèdits

### CD1
- Joaquín Sabina: veu, guitarra acústica, guitarra espanyola.
- Antonio Garcia de Diego: teclats, guitarra acústica, guitarra elèctrica, guitarra portuguesa, harmònica i cors.
- Pancho Varona: baix, guitarra acústica, guitarra espanyola, guitarró i cors.
- Pedro Barceló: caixó, percussió.

Gravat al maig de 2000 per Miguel Torroja i Sergio Veliz a:
- Andorra (Nos sobran los motivos, Que se llama Soledad, Contigo)
- Puertollano (Tan jóven y tan viejo, De purísima y oro, 19 días y 500 noches)
- Terrassa (Una canción para La Magdalena, Ruido, Calle melancolía, Rosa de Lima)
- Madrid (Noches de boda, ...Y nos dieron las diez)
- Mesclat i masteritzat entre setembre i octubre.
- Estudi: Sintonía. Madrid
- Tècnics: Juan González i Gonzalo Castro
- Estudi: Super Gaucho, Buenos Aires
- Tècnics: Anel Paz, Fernando Buriasco, Federico "El Tio" Aristegui, Sergio Veliz, Pilar

### CD2
- Joaquín Sabina: veu, guitarra acústica, guitarra espanyola.
- Pedro Barceló: bateria, caixó.
- Pancho Varona: baix, guitarra acústica, guitarra espanyola, cors.
- Antonio Garcia de Diego: teclats, guitarra acústica, guitarra elèctrica, guitarra portuguesa, cors.
- Toni Carmona: guitarra elèctrica, guitarra espanyola, cors.
- Bob Sands: saxo, clarinet, flauta, percussió.
- Olga Román: cors, percussió.
- José Antonio Romero: acordió a Noche de bodas. ... Y nos dieron las diez; guitarra elèctrica a La del pirata cojo; teclats a Conductores suicidas.
- Mariachi Temempa: a Y nos dieron las diez.

Gravat en unitat mòbil: Payton
- Enginyer de so: Juan González.
- Logronyo (Yo me bajo en Atocha, Princesa, Barbi Superestar, Quien me ha robado el mes de abril, Asi estoy yo sin ti, Medias negras, Pacto entre caballeros, Y sin embargo te quiero, Y sin embargo)
- Sevilla (Donde habita el olvido)
- Madrid (Conductores suicidas, La del pirata cojo)
- Mesclat i masteritzat entre setembre i octubre.
- Estudi: Sintonía. Madrid
- Tècnics: Juan González i Gonzalo Castro
- Estudi: Super Gaucho, Buenos Aires
- Tècnics: Anel Paz, Fernando Buriasco, Federico "El Tio" Aristegui, Sergio Veliz, Pilar
- Fotografia: Asia Martín / Octavio Muñoz
- Disseny gràfic i tractament d'imatge: Máximo Raso